# ميتشيلي فيني
ميتشيلي فيني (بالإيطالية: Michele Fini) (مواليد 14 يونيو 1975 في سورسو - إيطاليا) لاعب كرة قدم إيطالي يلعب حاليا لصالح نادي الدرجة الأولى سيينا الإيطالي منذ 2009 في مركز الجناح الأيسر كما يجيد اللعب في مركز الجناح الأيمن - لعب خلال مسيرته 440 مباراة سجل خلالها 30 هدفاً.

## روابط خارجية
- ميتشيلي فيني على موقع قاعدة بيانات كرة القدم.إي يو (الإنجليزية)
- ميتشيلي فيني على موقع عالم كرة القدم.نت (الإنجليزية)